# Botanamo
El río Botanamo, es un río de la zona oriental del estado Bolívar en Venezuela.
Posee una longitud de unos 175 km. Sus nacientes se encuentran en la altiplanicie de Nuria, desde allí corre en dirección sur hasta confluir en el río Corumo, que a través del río Cuyuní, desemboca en el río Esequibo, en la Zona en Reclamación de la Guayana Esequiba.
En el cauce del Botanamo se encuentran yacimientos auríferos de importancia. Esto ha dado lugar a una explotación minera que ha afectado negativamente sobre el medio ambiente.